# Parole rumori e giorni
(Alcuni versi della canzone)
Parole Rumori e Giorni è un brano musicale composto ed interpretato dal cantautore italiano Fabrizio Moro, è il settimo singolo in generale pubblicato dall'artista, mentre è il terzo estratto dall'album Pensa.
Il videoclip musicale girato da Gaetano Morbioli lo riporta alla vittoria del Premio Roma Videoclip, nel video i protagonisti sono ragazzi che fanno parte dell'associazione italiana di parkour.